# Women in Revolt
Women in Revolt je americký hraný film, režírovaný Paulem Morrisseyem, z roku 1971. Producentem filmu byl Andy Warhol ve spolupráci s Morrisseyem a Jedem Johnsonem. Autorem hudby k filmu je John Cale, který s Warholem a Morrisseyem spolupracoval již v šedesátých letech jako člen skupiny The Velvet Underground.

## Obsazení
| Candy Darling    | Candy         |
| Jackie Curtis    | Jackie        |
| Holly Woodlawn   | Holly         |
| Jonathan Kramer  | novinář       |
| Michael Sklar    | Max Morris    |
| Maurice Braddell | Candyn otec   |
| Johnny Kemper    | Johnny Minute |
| Martin Kove      | Marty         |